# سيلاس تالبوت
سيلاس تالبوت (بالإنجليزية: Silas Talbot)‏ هو ضابط وسياسي أمريكي، ولد في 11 يناير 1751 في الولايات المتحدة، وتوفي في 30 يونيو 1813 بنيويورك في الولايات المتحدة. انتخب عضو جمعية ولاية نيويورك وانتخب عضو مجلس النواب الأمريكي (4 مارس 1793 – 5 يونيو 1794).